# Lope de Vega
Lope de Vega (s polnim imenom Félix Lope de Vega y Carpio), španski pesnik in dramatik, * 25. november 1562, Madrid, Španija, † 27. avgust 1635, Madrid.

## Življenje
Lope de Vega ustanovitelj španskega narodnega gledališča je živel razgibano življenje plemiškega pustolovca, vojaka in nazadnje duhovnika. Bil je lirik, epik in dramatik. Pisal je sonete, pastirske romance, epske pesnitve in predvsem drame. Umetniški drami, tako imenovani comedii, je dal dokončno podobo z razdelitvijo na tri dejanja, rabo prostega verza, mešanjem tragičnih in komičnih prvin, uvedbo lika graciosa (služabnika, ki je parodija na gospodarja) ter pojma časti, ki določa dogajanje. Teme je zajemal iz narodne zgodovine, pripovedk in legend ter ljudskih pesmi. Bil je zelo ploden pisatelj, znanih je okoli 1.500 naslovov njegovih del, od teh je ohranjenih približno 450 del z negotovim datumom nastanka in okoli 3.000 sonetov, tako da velja za najplodnejšega svetovnega dramatika. Med številnimi igrami se je v evropskem gledališkem repertoarju vse do 20. stoletja obdržala predvsem Fuenteovejuna (Ovčji kal), dramska upodobitev spora med vaščani in fevdalnim gospodom, ki se konča z ubojem fevdalca in kraljevo pomilostitvijo za uprne kmete; drama je značilna po tem, da se v njenem nacionalno-verskem okviru kaže močan demokratičen element. Splošne značilnosti španske renesančne dramatike, kot jih je utrdil Lope de Vega (mešanje tragičnih in komičnih sestavin, pestrost motivov in intrig, uporaba različnih metričnih oblik, selo sonetov, poudarek na motivu časti kot bistveni ideji španske družbe)so se prenesle dobo baroka, ko je ta dramatika dosegla vrh s Pedrom Caldronom.

## Dela
- Vitez iz Olmeda (El cabalero del Olmedo), komedija
- Najboljši sodnik je kralj (El mejor alcalde el rey, 1620-1623), komedija
- Ovčji kal (Fuente Ovejuna, 1612-1614), drama (COBISS)
- Prebrisana norica (La dama boba, 1613), v slovenskemm prevodu 1949
- Premeteno dekle (La discreta enamorada, 1613), v slovenskemm prevodu 1951
- Doroteja (La Dorotea, 1632), avtobiografski roman v dialogih